# Léa Tholey
Léa Tholey (* 3. September 1995) ist eine französische Tennisspielerin.

## Karriere
Tholey begann mit sieben Jahren das Tennisspielen und spielt vorrangig Turniere des ITF Women’s Circuit, auf denen sie bislang drei Titel im Einzel und zwei im Doppel gewonnen hat.
Ihr erstes Profiturnier spielte Tholey im März 2011 in Gonesse, 2012 gewann sie ihr erstes ITF-Turnier in Guimaraes.
2017 erhielt sie eine Wildcard für die Qualifikation zu den Internationaux de Strasbourg, wo sie in der ersten Runde Jelisaweta Kulitschkowa mit 3:6 und 1:6 unterlag.

## Turniersiege

### Einzel
| Nr. | Datum             | Turnier         | Kategorie   | Belag     | Finalgegnerin     | Ergebnis  |
| --- | ----------------- | --------------- | ----------- | --------- | ----------------- | --------- |
| 1.  | 10. November 2012 | Guimarães       | ITF $10.000 | Hartplatz | Estelle Cascino   | 6:3, 6:1  |
| 2.  | 28. November 2015 | Rabat           | ITF $10.000 | Sand      | Cristina Adamescu | 6:4, 6:1  |
| 3.  | 15. Juni 2025     | Norges-la-Ville | ITF W15     | Hartplatz | Chloé Noël        | 7:67, 6:4 |

### Doppel
| Nr. | Datum             | Turnier         | Kategorie   | Belag     | Partnerin       | Finalgegnerinnen              | Ergebnis |
| --- | ----------------- | --------------- | ----------- | --------- | --------------- | ----------------------------- | -------- |
| 1.  | 12. Januar 2013   | St. Martin      | ITF $10.000 | Hartplatz | Estelle Cascino | Erin Clark Sonja Molnar       | 6:3, 6:3 |
| 2.  | 4. September 2021 | Aix-en-Provence | ITF W15     | Sand      | Julie Belgraver | Marija Bondarenko Ku Yeon-woo | 6:1, 6:2 |